# Eleutherodactylus rivularis
Espèce
Statut de conservation UICN

 CR B1ab(iii) : 
En danger critique
Eleutherodactylus rivularis est une espèce d'amphibiens de la famille des Eleutherodactylidae.

## Répartition
Cette espèce est endémique de la province de Granma à Cuba. Elle se rencontre de 80 à 240 m d'altitude sur le versant Nord de la Sierra Maestra.

## Description
Les mâles mesurent jusqu'à 27,5 mm et les femelles jusqu'à 31,3 mm.

## Publication originale
- Diaz, Estrada & Blair-Hedges, 2001, « A new riparial frog of the genus Eleutherodactylus (Anura: Leptodactylidae) from eastern Cuba », Caribbean Journal of Science, vol. 37, no 1/2, p. 63-71, (texte intégral).